# Вільковиці (Свентокшиське воєводство)
Вільковиці (пол. Wilkowice) — село в Польщі, у гміні Клімонтув Сандомирського повіту Свентокшиського воєводства.
Населення — 131 особа (2011).
У 1975-1998 роках село належало до Тарнобжезького воєводства.

## Демографія
Демографічна структура на день 31 березня 2011 року:
|          | Загалом | Допрацездатний вік | Працездатний вік | Постпрацездатний вік |
| -------- | ------- | ------------------ | ---------------- | -------------------- |
| Чоловіки | 66      | 14                 | 42               | 10                   |
| Жінки    | 65      | 16                 | 27               | 22                   |
| Разом    | 131     | 30                 | 69               | 32                   |